# Vista Alegre do Alto
Vista Alegre do Alto är en kommun i Brasilien.   Den ligger i delstaten São Paulo, i den sydöstra delen av landet, 600 km söder om huvudstaden Brasília. Antalet invånare är 6 889.
Trakten runt Vista Alegre do Alto består till största delen av jordbruksmark. Runt Vista Alegre do Alto är det ganska glesbefolkat, med 39 invånare per kvadratkilometer.